# SOHO
Solar and Heliospheric Observatory (sluneční a heliosférická observatoř neboli SOHO) je kosmická sonda vypuštěná 2. prosince 1995 určená ke studiu Slunce, která začala svou činnost v květnu 1996. Jedná se o společný projekt Evropské kosmické agentury (ESA) a NASA. Původně plánovaná jako dvouletá mise, SOHO pracuje už více než 25 let a kromě vědeckého výzkumu je hlavním zdrojem dat o Slunci na předpověď vesmírného počasí.

## Vědecké cíle mise
- Výzkum vnějšího okraje Slunce, který se skládá z chromosféry, přechodové oblasti a koróny. Pro sledování této oblasti jsou určeny přístroje CDS, EIT, LASCO, SUMER, SWAN, a UVCS.
- Zkoumání slunečního větru a dalších jevů v okolí bodu L1 (přístroje CELIAS a CEPAC).
- Výzkum podpovrchových struktur na Slunci – helioseismologie (přístroje GOLF, MDI, a VIRGO).

## Konstrukce sondy
Sondu postavila britská společnost Matra Marconi Space ve spolupráci s firmami ve 14 evropských zemích, provozovatelem je Evropská kosmická agentura. Tělo sondy má rozměry 4,3 × 2,7 × 3,7 m, rozteč roztažených slunečních panelů je 9,5 m. Při startu sonda vážila 1850 kg, hmotnost na oběžné dráze je 610 kg.
SOHO je tříose stabilizovaná sonda, která se skládá ze dvou základních částí:
- přístrojový modul, který nese přístrojové vybavení
- servisní modul, který zajišťuje komunikaci, napájení, činnost motorů

### Přístrojové vybavení
Na sondě je umístěno dvanáct sad přístrojů:
- dalekohled pracující v ultrafialové oblasti spektra EIT (Extreme Ultraviolet Imaging Telescope) – výrobce NASA-GSFC, USA
- koronograf se spektrometrem LASCO (Large Angle Spectrometric Coronagraph) – výrobce Naval Research Laboratory, USA
- spektrometr pro výzkum koróny CDS (Coronal Diagnostics Spectrometer) – výrobce Rutherford Appleton Laboratory, Spojené království
- přístroje pro výzkum slunečního větru CELIAS (Charge, Element, and Isotope Analysis System) – výrobce Universität Bern, Švýcarsko
- přístroj pro studium supratermálních a energetických částic COSTEP (Comprehensive Suprathermal and Energetic Particle Analyzer) – výrobce Univerzita v Kielu, Německo
- přístroj pro studium energetických a relativistických nukleonů a elektronů ERNE (Energetic and Relativistic Nuclei and Electron Experiment) – výrobce Univerzita v Turku, Finsko
- přístroj pro studium nízkofrekvenčních oscilací Slunce GOLF (Global Oscillations at Low Frequencies) – výrobce Institut d'Astrophysique Spatiale, Francie
- Michelsonova dopplerovská kamera pro studium oscilací Slunce MDI/SOI (Michelson Doppler Imager/Solar Oscillations Investigation) – výrobce Stanfordova univerzita, USA
- přístroj pro registraci slunečního ultrafialového záření SUMER (Solar Ultraviolet Measurements of Emitted Radiation) – výrobce Max-Planck-Institut für Aeronomie, Německo
- pozorování a výzkum Lymanova alfa záření SWAN (Solar Wind Anisotropie) – výrobce FMI, Finsko a Service d'Aeronomie, Francie
- koronograf se spektrometrem pro ultrafialovou oblast UVCS (Ultraviolet Coronagraph Spectrometer) – výrobce Harvard-Smithsonian Center for Astrophysics, USA
- přístroj pro studium změn intenzity slunečního záření a gravitační oscilace VIRGO (Variability of Solar Irradiance and Gravity Oscillations) – výrobce ESTEC, Nizozemsko

## Oběžná dráha
SOHO obíhá kolem Slunce po kruhové dráze. Nachází se v bodě, kde sluneční gravitace spolu se zemskou dovolují sondě mít shodnou oběžnou periodu kolem Slunce jako má Země (librační bod L1). Librační bod L1 leží 1,5 milionu kilometrů od Země směrem ke Slunci.
I když se uvádí, že sonda SOHO je umístěna v bodě L1, není toto tvrzení přesné. Umístění sondy přímo do bodu L1 by přineslo některé nevýhody. Radiový signál by byl při komunikaci se Zemí rušen interferencemi ze Slunce a oběžná dráha by nebyla stabilní. Sonda se tedy pohybuje v rovině kolmé ke spojnici Slunce – Země, která prochází bodem L1. Obíhá bod L1 po eliptické dráze se středem v L1, librační centrum oběhne jednou za šest měsíců. Tím je zajištěna kvalitní komunikace se Zemí po celý rok.

## Komunikace se Zemí
Při běžné činnosti při přenosu fotografií a dalších dat komunikuje sonda se sítí NASA Deep Space Network rychlostí 200 kbit/s. Data ze sondy slouží k určení předpovědí slunečních erupcí, které by mohly ovlivnit činnost elektrických rozvodů a družic a umožňují tak chránit přístroje před poškozením.
V roce 2003 ESA oznámila závadu na krokovém motoru vysokoziskové antény, jehož činnost je nezbytná pro správné zaměření antény na Zemi a zajištění přenosu dat vysokou rychlostí. Kvůli této závadě se předpokládaly výpadky v přenosu dat ze sondy trvající dva až tři týdny každé tři měsíce. Technikům se podařilo problém vyřešit využitím nízkoziskové všesměrové antény, na kterou se při výpadku přepíná přenos dat. Zároveň se k ochraně před ztrátou dat využívá ukládání do paměťového zařízení na sondě (Solid State Recorder – SSR).

## Průběh mise

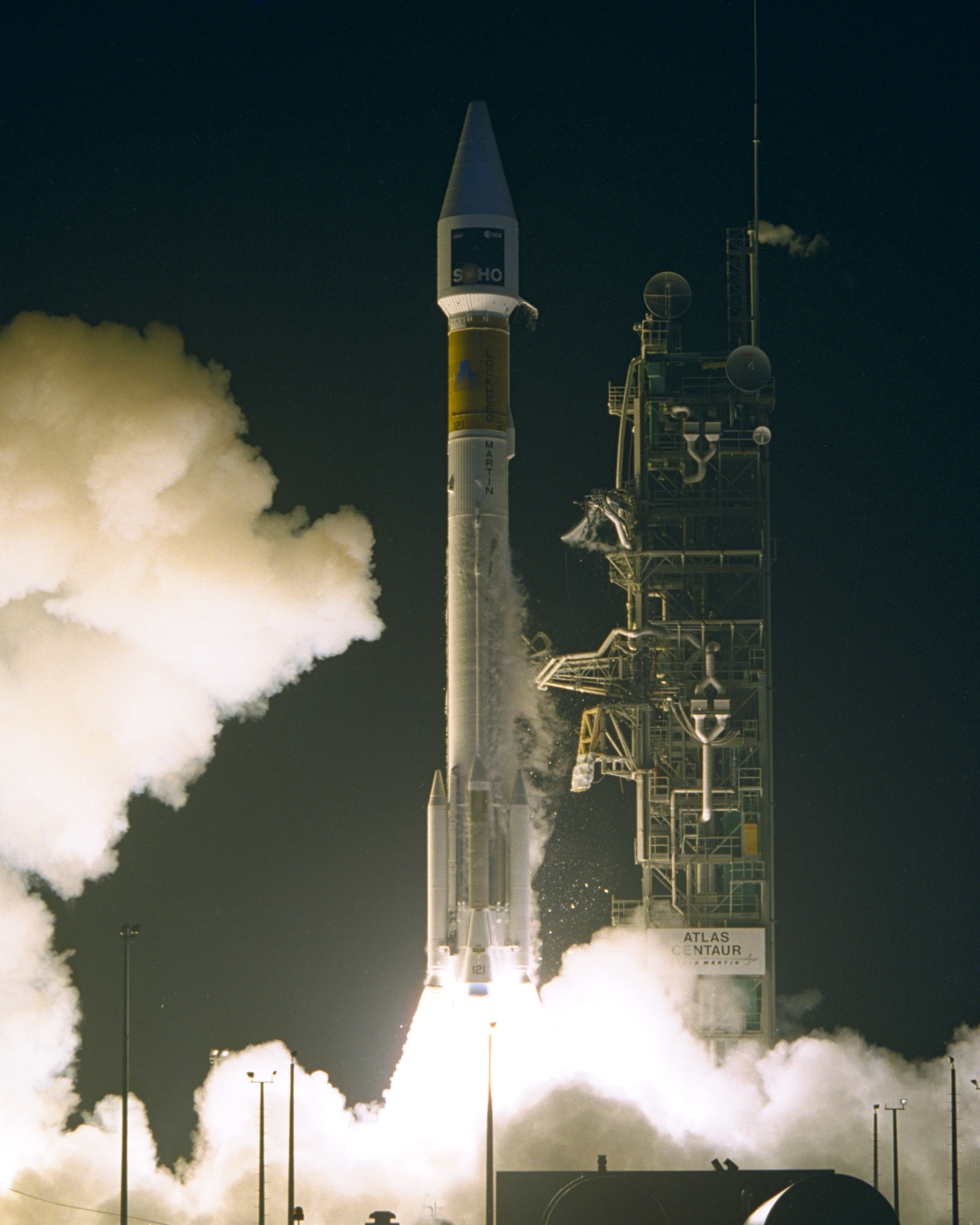
Start sondy SOHO pomocí rakety Atlas IIAS

### Start, dosažení oběžné dráhy
Observatoř SOHO odstartovala do vesmíru 2. prosince 1995 v 8:08 UTC z Cape Canaveral Air Force Station pomocí nosné rakety Atlas IIAS. Po dosažení oběžné dráhy byla sonda navedena do oblasti libračního bodu L1 přibližně 1,5 milionu km od Země směrem ke Slunci. V dubnu 1996 byla zahájena základní dvouletá mise sondy.

### Ztráta spojení se sondou
Dne 24. června 1998 prováděli technici se sondou rutinní manévry a kalibrace gyroskopů. Operace probíhaly do 23:16 UTC, když najednou sonda ztratila zaměření na Slunce. Počítač, který sondu řídí, se přepnul do bezpečnostního módu (Emergency Sun Reacquisition – ESR), při kterém se snažil dostat SOHO do správné polohy. Technikům se podařilo nasměrovat sondu na Slunce, ale 25. června v 02:35 UTC sonda přešla do bezpečnostního módu znovu. Po pokusech pozemního střediska získat nad sondou kontrolu se sonda v 04:38 UTC zcela odmlčela a kontakt se sondou SOHO byl ztracen. Sluneční observatoř se dostala do neřízené rotace, solární panely nebyly schopny dodávat elektrickou energii pro napájení přístrojů.
Tým expertů ESA byl bezodkladně odeslán do Spojených států, aby se pokusil přímo z řídícího střediska letu získat znovu kontrolu nad sondou, ta se však neozývala. 23. července se technici radioteleskopem observatoře Arecibo a anténami sítě Deep Space Network (DSN) pokusili zjistit polohu sondy pomocí radaru. Sonda SOHO byla nalezena poblíž předpokládané pozice. Přístroje, které obvykle směřují směrem ke Slunci, byly natočeny na bok a sonda rotovala rychlostí 1 otáčku za minutu. 3. srpna přijaly antény sítě DSN monitorovací radiový signál ze sondy, poprvé od 25. června. Řídící středisko se pokusilo odeslat do palubního počítače sondy sekvenci příkazů. Po několika dnech nabíjení palubních baterií se podařilo 8. srpna stáhnout telemetrická data o stavu sondy.
Řídící tým začal řešit, jak nejlépe využít velmi omezené množství elektrické energie. Jelikož zmrzlo palivo hydrazin v nádržích, 12. srpna bylo zahájeno jeho rozmrazování. Poté bylo rozmrazeno palivové potrubí a motory. Pomocí nich byla 16. září sonda přeorientována do správné polohy s čelní částí proti Slunci. Po týdnu dalších oprav a úpravě oběžné dráhy přešla sonda 24. září 1998 v 19:52 UTC do běžného operačního režimu. Následovalo oživování a testy jednotlivých přístrojů, které začalo oživením přístroje SUMER 5. října a bylo dokončeno 24. října 1998 zařízením CELIAS.
Nově oživená sonda měla funkční jen jeden gyroskop a i ten přestal 21. prosince 1998 fungovat. Správnou orientaci zajišťovaly pouze ze Země manuálně řízené zážehy raketových motorků. Technici ESA vyvinuli nový automatický řídící režim, který udržuje orientaci sondy bez gyroskopů a který byl implementován 1. února 1999.

## Objevy komet
Sonda sleduje pomocí širokoúhlého a spektrometrického koronografu LASCO (Large Angle and Spectrometric Coronograph) blízké okolí Slunce. Přístroj je určen k výzkumu sluneční koróny a přestože se s tím původně nepočítalo, na snímcích z přístroje bylo objeveno přes 1500 komet. Sonda objevuje komety, které se přiblížily do takové blízkosti Slunce, že je není možné detekovat pomocí pozemních dalekohledů kvůli přezáření od Slunce. Kometa s pořadovým číslem 1500 byla objevena 25. června 2008.
Předpokládá se, že většina z objevených kometárních jader jsou fragmenty z původní velké komety, která se dostala příliš blízko ke Slunci a slapové síly ji roztrhaly. Tyto fragmenty patří do Kreutzovy rodiny komet.